# Tsushima (ilha)
Tsushima ou Tsuxima (em japonês: 対馬 Tsushima), também chamada Daemado (Hangul: 대마도; Hanja: 對馬島) pelos coreanos, está localizada no estreito da Coreia, entre o arquipélago japonês e o continente, sendo a ilha principal entre outras ilhas menores da cidade de Tsushima. Historicamente, essas ilhas foram parte da província japonesa de Tsushima. A ilha é administrada pela prefeitura de Nagasaki.

## Demografia e Cultura
A população está composta em sua maioria por japoneses, apesar de também haver uma minoria filipina e coreana.
A religião mais praticada é o budismo, apesar de também se praticar o xintoísmo. Existe uma pequena comunidade cristã, composta por coreanos.

## Geografia
É composta por duas ilhas principais, que são separadas por uma profunda enseada chamada Baía Aso (浅茅湾) e unidas por uma ponte vermelha que cruza um estreito canal natural. A ilha norte é denominada Kamino-shima e a ilha sul é denominada Shimono-shima; no entorno têm mais pequenas ilhas. Estas ilhas, junto com a Província de Iki formam o Parque Quase-Nacional de Iqui-Tsushima.
As ilhas principais têm duas colinas: Monte Yatachi (矢立山, 649 metros) e Shira-dake (512 metros) em Shimono-shima. Kamino-shima têm o Ibeshi-yama (344 metros) e o Mi-take (487 metros).
A cidade principal é Cidade de Tsushima (antiga Izuhara). As ilhas são o território japonês mais próximo à Coreia; somente a cinquenta quilômetros de Busan.

## História
As evidências arqueológicas sugerem que Tsushima foi habitada por colonizadores da Península Coreana e Japão desde o Período Jomon ao Periodo Kofun. Segundo o Sanguo Zhi, havia mil famílias em Tsushima quando foi fundado o Reino Tsuikai (対海国). Eles exerciam controle sobre Iki-shima e mantinham rotas de comércio com o Japão do Período Yayoi. Segundo a mitologia japonesa, Tsushima foi uma das oito ilhas originais criadas pelos deuses Izanagi e Izanami.
Ao início do século VI, Tsushima tornou-se uma província do Japão, chamada Província de Tsushima (対馬国) ou Tsushu (対州).
Sob o sistema Ritsuryo, Tsushima tornou-se uma província do Japão. A província de Tsushima foi politicamente e economicamente dependente de Dazaifu (principal cidade de Kyushu) e do governo central, e teve tinha um papel mais importante na defensa nacional contra as invasões desde o continente e no comércio com a Península Coreana por sua posição estratégica. Depois que o Japão venceu a China da Dinastia Tang na Batalha de Hakusukinoe em 663, os guardas da fronteira foram enviados a Tsushima e o Castelo Kaneda foi construído nas ilhas.
A província de Tsushima foi controlada pelo Tsushima-no-cuni-no-miatsuco (対馬国造), um clã que dominou até o Período Heian e então pelo clã Ahiru até meados do século XIII. O título de "Governador de Tsushima" foi herdado pelo clã Shoni por gerações. Desde que os Shoni mudaram-se para Kyushu, o clã Sō exerceu controle sobre as ilhas e governaram até finais do século XV.
Tsushima foi um importante centro comercial. Depois da Invasão Toi, o comércio privado começou entre Goryeo, Tsushima, Iki e Kyushu, mas foi interrompido pelas invasões mongóis do Japão entre 1274 e 1281.